# Ordre de la Francisque

Pavillon particulier du maréchal Pétain orné de la francisque.

Emblème officiel du maréchal Pétain en tant que chef de l’État.

L’ordre de la Francisque gallique est une décoration qui est attribuée par le régime de Vichy en tant que marque spéciale d’estime à Philippe Pétain.

## Motivations
Elle devait être « le symbole du sacrifice et du courage et rappeler une France malheureuse renaissant de ses cendres ».
Sa conception a été confiée par le docteur Bernard Ménétrel, conseiller de Pétain à un ancien joaillier parisien, le capitaine de réserve Robert Ehret. Celui-ci réalise un croquis dès le 30 septembre 1940 et le présente à Pétain le 1er octobre suivant. Par décret du 17 août 1942, Ehret est nommé membre du secrétariat particulier de Pétain dirigé par Ménétrel.
La francisque gallique est créée, approuvée et régie par les dispositions des arrêtés du 26 mai 1941, de la loi du 16 octobre 1941 et des décrets des 14 mars 1942 et 31 juillet 1942. La Francisque est déclarée « insigne du Maréchal de France Chef de l'État Français ».
Bien qu'étant l'insigne de Pétain à titre personnel, la francisque est progressivement utilisée sur les documents officiels comme symbole de l’État français en tant que personne morale.

## Conditions et serment
Pour obtenir cette décoration,  tout demandeur devait remplir sa demande sous la forme suivante :  « Je soussigné, déclare être Français de père et de mère, n'être pas Juif, aux termes de la loi du 2 juin 1941 (J.O. 14 juin 1941) et n'avoir jamais appartenu à une société secrète »[réf. nécessaire].
Le candidat devait avoir deux parrains, « présenter des garanties morales incontestées et remplir deux des conditions ci-après : avant la guerre, avoir pratiqué une action politique nationale et sociale, et conforme aux principes de la Révolution nationale ; manifester depuis la guerre un attachement actif à l'œuvre et à la personne du maréchal ; avoir de brillants états de services militaires ou civiques ». Il devait prêter ce serment : « Je fais don de ma personne au Maréchal Pétain comme il a fait don de la sienne à la France. Je m'engage à servir ses disciplines et à rester fidèle à sa personne et à son œuvre ».

## Attribution et révocation
La distinction est attribuée soit directement par le chef de l'État, soit par le « Conseil de la Francisque » composé de douze membres, nommé par le chef de l’État et présidé par le grand chancelier de la Légion d’honneur (fonction occupée de 1940 à 1944 par le général Charles Brécard). Elle peut être révoquée dans les mêmes conditions car dépendant d’une carte d’autorisation spéciale.

En réalité, beaucoup des premiers attributaires n’eurent pas à la demander ni à prêter serment. Henry du Moulin de Labarthète précise :
« En fait, on la donna à tout le monde, et d’abord aux « copains », à l’entourage, aux voisins de chambre, aux garçons d’étage ou d’ascenseur, aux plongeurs, bientôt aux petites amies. […] On la refusa, au début, aux « impurs », c’est-à-dire aux collaborationnistes. Mais Brinon finit, un jour, par l’escroquer et la marée n’eut alors dès lors plus de bornes. […] J’aimerais que l’on publiât, un jour, la liste des bénéficiaires de la francisque. On y verrait que le ridicule ne tue pas tout le monde, même en France. »

## Médaille
La francisque était une médaille avec les caractéristiques suivantes :  26,5 mm de haut sur 19,4 mm de large. 
Cet insigne prétend rappeler la forme de la hache de guerre des Francs et des Germains. Or, la francisque était en réalité une arme de jet à un seul fer, la hache à double tranchant est appelée labrys. Le bâton de maréchal émaillé de bleu, à dix étoiles et extrémités dorées qui font penser à celles d'un drapeau bien connu, est le manche où s'attachent deux fers émaillés de tricolore. L'insigne est porté à gauche au-dessus du rabat d'une poche de poitrine de veste civile ou militaire.
Toutes les pièces en or et or et diamants furent créées par les Ateliers Ehret à Paris. Les ateliers A. AUGIS, 28 montée Saint-Barthélémy à Lyon ont fabriqué des modèles en bronze et émail.

## Titulaires
Une liste de 2 626 titulaires, dont trois femmes, a été reconstituée par la Haute Cour en 1945, les archives du Conseil de la francisque ayant été détruites. Françoise Gaspard et Gérard Grunberg précisent en effet que la seule liste « à peu près complète » se trouve dans les archives de Louis Noguères.
L'ouvrage de l'archiviste Jérôme (pseudonyme d'Henry Coston), L'ordre de la Francisque (Paris, Publications H.C, 1995, 64 pages), donne environ deux mille noms complétés par quelques autres sources dont notamment :
- Jean-Henri Azéma, journaliste collaborationniste, engagé dans la Waffen-SS, père de Jean-Pierre Azéma ;
- André Basdevant, secrétaire général du Scoutisme français ;
- Paul Baudouin, directeur général de la Banque d'Indochine en 1930, il devient sous-secrétaire d'État à la présidence du Conseil puis aux Affaires étrangères en 1940 avant de devenir ministre des Affaires étrangères  puis de l'Information du Régime de Vichy jusqu'en janvier 1941. Il préside dès lors la Banque d'Indochine jusqu'en août 1944 ;
- Marc Boegner, pasteur, haute personnalité du protestantisme français, membre du Conseil national de l'État français qui fut à la fois ultra pétainiste et qui sauva pourtant des Juifs au cours de la guerre, son action en faveur des juifs de France en fit d'ailleurs un Juste parmi les Nations (en 1988) ;
- Michel de Boissieu, officier de cavalerie, oncle d'Alain de Boissieu, le gendre du général Charles de Gaulle[réf. nécessaire] ;
- Pierre Boisson, gouverneur général de l'AOF (1938-1939) et de l'AEF (1939-1940), puis Haut-commissaire de l'Afrique française (1940-1943) ;
- Louis Bourgain, préfet régional de Poitiers ;
- Maurice Bouvier-Ajam, fondateur et directeur de l'Institut des études corporatistes et sociales ;
- Gaston Bruneton, ingénieur, Commissaire Général à l'action sociale auprès des travailleurs français en Allemagne ;
- Tony Burnand, publicitaire et journaliste, spécialiste de la pêche et de la chasse ;
- Anatole de Carcaradec, comte, maire de Buhulien désormais rattachée à Lannion, récipiendaire numéro 1782 [5];
- Bernard de Chalvron, diplomate, (résistant des NAP) ;
- René de Chambrun, avocat d'affaires, gendre de Pierre Laval ;
- René Cogny, officier évadé depuis l'Allemagne, résistant déporté au camp de concentration de Dora, selon les données référencées au sein de l'ouvrage de Philippe Broudel, futur général de corps d'armée ;
- Alfred Cortot, pianiste, directeur artistique des services de la jeunesse et membre du Conseil national de l'État français;
- Henry Coston, écrivain et journaliste collaborationniste ;
- Maurice Couve de Murville, haut fonctionnaire des services des Finances, futur ministre des Affaires Étrangères de 1959 à 1969 et Premier  Ministre de 1968 à 1969 [6] ;
- Pierre Courant, député de 1945 à 1962, futur ministre de l’Action et des Comptes publics de 1951 à 1952, puis ministre de la Reconstruction et du Logement en 1953[7] ;
- Louis Devaux, membre du réseau de résistance de François Mitterrand.
- Paul Dungler, membre de l'Action Française puis de la Cagoule, résistant alsacien, fondateur de la septième colonne d'Alsace (Réseau Martial) ;
- Louis Dunoyer de Segonzac, physicien, maurrassien, président du cercle Fustel de Coulanges ;
- Marin Marie Paul Emmanuel Durand Couppel de Saint-Front dit Marin-Marie, peintre officiel de la Marine ;
- Paul Ély, officier, résistant au sein de l'organisation de résistance de l'Armée (ORA), selon les données référencées au sein de l'ouvrage de Philippe Broudel, futur chef d'état-major général de la Défense nationale ;
- Pierre Fresnay, acteur, directeur de la première sous-commission du Comité d'organisation de l'industrie cinématographique ;
- Henri Giraud, directeur général des travaux de Paris puis secrétaire général à l'Équipement national du Gouvernement Darlan ;
- Edmond Giscard d'Estaing, président des compagnies d'assurances « Le Phénix », et père de Valéry Giscard d'Estaing (Président de la République française de 1974 à 1981) ;
- Louis Grimaldi, régnant sous le nom de Louis II de Monaco ;
- Alfred Heurtaux  militaire, vice-président de la Légion française des combattants puis créateur du réseau Hector, il est le seul à avoir été à la fois titulaire de la francisque et titré compagnon de la Libération[8] ;
- Charles Huntziger, général d'armée, ministre de la Guerre ;
- Camille Laurens, qui siège à Vichy avant d'être résistant, futur ministre de l'Agriculture de la IVe République ;
- Antoine de Lévis-Mirepoix, écrivain et historien, futur académicien[9] ;
- les Frères Lumière, Auguste et Louis, ingénieurs et industriels, pionniers du cinéma ;
- Jean Arfel, écrivain et journaliste d'Action française, alias Jean Madiran après la guerre ;
- Fernand Maillet, abbé, directeur de la Manécanterie des Petits Chanteurs à la croix de bois ;
- Raymond Marcellin, secrétaire général de l'Institut d'études corporatives[10] ; ministre de seize gouvernements entre 1948 et 1974, plusieurs fois sous-secrétaire d'État et secrétaire d'État sous la IVe République, plusieurs fois ministre sous la Cinquième République  ; secrétaire général du Centre national des indépendants et paysans ;
- Henri Massis, écrivain, membre de l'Action française et du Conseil national de l'État français, futur académicien  ;
- Pierre Mauriac, doyen de la faculté de médecine de Bordeaux, frère de François Mauriac ;
- Charles Maurras, écrivain et journaliste d'extrême droite[11] , récipiendaire numéro 2 068, décoration remise personnellement par Pétain le 8 mai 1943 ;
- François Mitterrand, récipiendaire numéro 2 202, délégué du Service national des prisonniers de guerre, au printemps 1943[12], président de la République française de 1981 à 1995 ;
- André Montagard, auteur des paroles de l'hymne officieux du régime de Vichy, Maréchal, nous voilà!
- Paul Morand, écrivain[13], membre du cabinet de Pierre Laval, ambassadeur de l'État français en Roumanie puis en Suisse ;
- François Morin-Forestier, membre du réseau de résistance "Combat", dirigé par Henri Frenay et qui fut proche de Raymond Aubrac, recevant la francisque par un ami de sa famille,  le docteur Bernard Ménétrel[14] ;
- Jean Nohain, animateur, parolier, homme de radio et plus tard de télévision ;
- Jean Ousset, écrivain, chef du bureau d'étude de la Jeune Légion française des combattants, puis fondateur de la Cité catholique ;
- Albert Pigasse, fondateur des éditions de la  Librairie des Champs-Élysées et de la collection Le Masque ;
- Antoine Pinay[15], homme politique, membre du Conseil national de l'État français, futur Président du Conseil des ministres et Ministre des Finances ;
- Jacques Ploncard d'Assac, écrivain et journaliste collaborateur et antisémite ;
- Henri Pourrat, écrivain, auteur de Le chef français, dédié au Maréchal ;
- Maxime Real del Sarte, sculpteur, militant d'extrême droite, fondateur et président des Camelots du roi ;
- Jean Rodhain, abbé, aumônier général des prisonniers de guerre et futur Secrétaire général du Secours catholique ;
- Gilbert Sardier, as de la Première Guerre mondiale[16] ;
- Jean-Louis Tixier-Vignancour, secrétaire général adjoint à l' information de l'État français, futur candidat d'extrême droite contre le Général de Gaulle lors des élections présidentielles de 1965 ;
- Jean Tollinchi, ancien huissier de justice à Santa-Maria-Siché, ancien notaire des Colonies à Kaolack (Sénégal), directeur régional adjoint du commissariat général aux questions juives (CGQJ) à Montpellier de 1941 à 1944 ;
- Jean-Raymond Tournoux, journaliste de la radio de Vichy et correspondant de presse du gouvernement, résistant dans le réseau de renseignements Andalousie ;
- Xavier Vallat, homme politique d'extrême droite, Commissaire général aux questions juives ;
- Charles Vallin, ancien vice-président du PSF, membre du Conseil de justice politique du régime de Vichy, rejoint la France libre en juillet 1942 ;
- Charles Vanel, acteur ;
- Jean Védrine, membre du Commissariat de Reclassement des Réfugiés de guerre et du réseau de résistance de François Mitterrand, père d’Hubert Védrine[17] ;
- Maxime Weygand, général, commandant en chef de l'armée française en 1940, et son épouse Renée.